# KStV Winfridia Göttingen
Der KStV Winfridia ist die älteste katholische Verbindung in Göttingen.
Sie wurde am 2. Februar 1870 gegründet und vereint Studenten und ehemalige Studenten der Georg-August-Universität Göttingen.

## Geschichte
Am 13. Januar 1870 beschlossen neun Studenten der Georgia Augusta, eine KV-Korporation Göttingen zu gründen. Man entschied sich für den Namen Winfridia, nach Bonifatius, dem Schutzpatron der Deutschen. Am 2. Februar 1870 wurde die Winfridia gegründet. Wahlspruch der Winfridia ist „In fide, virtus et amicitia!“ Durch den Deutsch-Französischen Krieg wurde das Vereinsleben der noch jungen Winfridia jedoch am 19. Juli 1870 stillgelegt und erst mit der Beendigung am 10. Mai 1871 wieder aufgenommen. 1877 dichtet Hermann Iseke das Bundeslied der Winfriden „Die Nacht des Irrtums lag auf unseren Gauen“. Ein Jahr später wurde die Prunkfahne vom Bischof Wilhelm Sommerwerk von Hildesheim geweiht. 1880, zehn Jahre nach der Gründung, bekam die Winfridia ihr Wappen. Das Wappen zeigt: Die Axt, mit der Bonifatius die Donareiche fällte, die Eiche selbst, die Farben (hellblau, weiß, rot), das Niedersachsenross und den Winfriden-Zirkel.
Im Januar 1914 wird die Winfridia zum Vorort des KV gewählt. Während des Krieges konnte mit wenigen Bundesbrüdern der Vereinsbetrieb aufrechterhalten werden. Als der Krieg 1918 endete, ging das Vereinsleben wieder seinen gewohnten Gang.
Im Jahre 1938 wurde der Verein durch die NS-Regierung aufgrund seiner freiheitlich demokratischen Gesinnung als staatsfeindlich erklärt und verboten. Das Eigentum der Winfridia wurde daraufhin zum Schutz vor Konfiszierung an das Mitglied Prof. August Lütkemeyer für den Hausbauverein Winfridenhaus Essen überschrieben. Da in den Wirren der Kriegsjahren und der Nachkriegszeit ein Großteil des Couleurguts der Winfridia verloren ging, stiftete der Damenflor 1950 eine neue Prunkfahne, die von Bischof Joseph Godehard Machens von Hildesheim geweiht wurde.

## Das Verbindungshaus

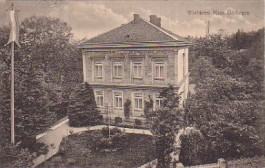
Haus des K.St.V. Winfridia um 1930

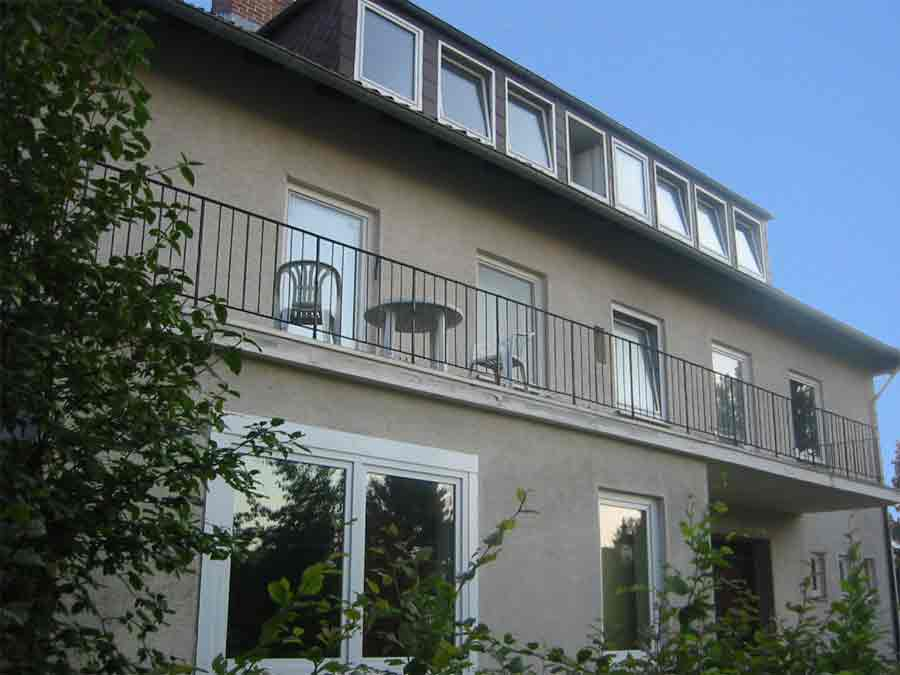
Haus des K.St.V. Winfridia (Aufnahme von 2009)

Um die Jahrhundertwende entschloss man sich ein Haus im Nikolausberger Weg 17 zu bauen. 1906 war die Grundsteinlegung. Im Sommersemester 1910 wurde ein Denkmal für Hermann Iseke im Vorgarten errichtet. 1929 wurde der Kneipsaal angebaut, um der stetig wachsenden Gemeinschaft einen Platz für ihre Feste zu geben. Auf dem 66. Stiftungsfest 1936 wurde das Haus an die Universität verkauft, um es vor einer Konfiszierung durch die NS-Regierung zu schützen. 1938 zog das Englische Seminar in das Haus ein. 1954 gab die Universität das 1936 verkaufte Haus an die Winfridia zurück. 1970 beschloss die Universität Göttingen aufgrund der stetig steigenden Zahl an Studenten, den Campus zu vergrößern. Diesem Vorhaben stand das Winfridenhaus im Weg, also wurde das Haus wieder an die Universität verkauft. Da die Finanzierung nicht gesichert war, wurde das Haus nicht abgerissen, in ihm befindet sich nun ein Teil der Universitätsverwaltung. Winfridia kaufte daraufhin das frei werdende Haus der Burschenschaft Germania im Otto-Wallach-Weg 12.

## Zirkel

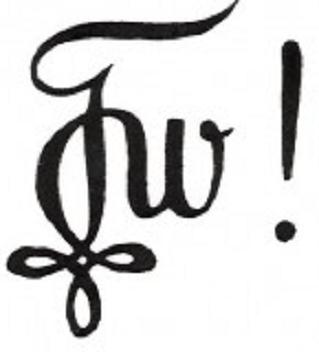
Zirkel der Winfridia

Der Zirkel wird von den Vollmitgliedern, den Burschen und Alten Herren sowie den Probemitgliedern, den Füxen der Winfridia, hinter dem Namen geführt.
Im Zirkel der Winfridia befindet sich ein großes W für Winfridia, ferner die Buchstaben v, c und f. Zusammen mit dem Ausrufezeichen stehen diese Initialen für den Wunsch „vivat, crescat, floreat Winfridia!“, was sinngemäß übersetzt bedeutet: „Winfridia möge wachsen, blühen und gedeihen!“

## Bekannte Mitglieder
- Werner Ballhaus (1920–1993), Vorsitzender Richter des X. Zivilsenats des Bundesgerichtshofes
- Bernhard Baule (1891–1976), Mathematiker
- Heinrich Finke (1855–1938), katholischer Kirchenhistoriker und Mediävist
- Hermann von Grauert (1850–1924), Historiker
- Paul Graf von Hoensbroech (1852–1923), Jurist und Philosoph
- Hermann Iseke (1856–1907), Jurist, Militärgeistlicher und Dichter
- Gerhard Müller (1912–1997), Präsident des Bundesarbeitsgerichts
- Alois Scherf (1897–1965), Mitglied des Niedersächsischen Landtags und Vorsitzender der DP/CDU-Fraktion
- Ludwig Schirmeyer (1876–1960), Heimathistoriker
- Erwin Deutsch (1929–2016), Medizinrechtler
- Bernd Woide (* 1962), Landrat des Landkreises Fulda